# 舒铁民
舒铁民（1929年—），原名祝振东，男，湖北江陵人，中国作曲家，曾任中央实验歌剧院民乐队队长、指挥。

## 家庭
姐姐舒赛（祝振容、祝成龙、王藕）。